# Zsurnalizmus
A zsurnalizmus olyan kifejezés, amellyel a sajtónyelvben egy új helyzetet, eseményt, jelenséget jelölnek meg és a kifejezés ismételgetése következtében a köznyelv része lesz, ezáltal az olvasók/nézők az adott helyzetet, eseményt, jelenséget ezt követően ezzel a kifejezéssel jelölik meg.

## Pozitív értelemben
A zsurnalizmus segíthet a tájékozódásban és elkerülhetővé teszi a körülményes szaknyelvi meghatározásokat (például Öböl-háború, megélhetési politikus, Aranycsapat).

## Negatív értelemben
- A zsurnalizmus pejoratív értelemben olyan kifejezés, amellyel az újságíró a saját tájékozatlanságát leplezi le, főként akkor, ha a szaknyelvi kifejezéseket nem érti, vagy nem ismeri, vagy elhanyagolja a különbségtételt olyan fogalmak között, amelyek között az adott szaknyelv különbséget tesz. Az ilyen zsurnalizmus például „a tokaji bor magyar márka” „a tokaji bor egy magyar földrajzi árujelző” helyett, összemosva a márka (= védjegy) kifejezés értelmét a borok eredetvédelmének jogi formájával.

- Ugyancsak negatív értelemben a közhely is nevezhető zsurnalizmusnak, vagyis tartalom nélkül használt kifejezés, metafora (például "a ködös Albion", Anglia helyett, vagy „a hőmérő higanyszála”, holott ismert dolog, hogy a higanyt tartalmazó hőmérők előállítása és forgalmazása évtizedek óta tilos Európában a mérgezés és környezetszennyezés veszélye miatt).